# Augustin Thierry
Jacques Nicolas Augustin Thierry (Blois, 10 de mayo de 1795 - París, 22 de mayo de 1856) fue un historiador francés.
Este fundamentalmente conocido por haber sido uno de los primeros historiadores en trabajar sobre las fuentes originales para construir su obra. También se distingue de otros historiadores de su tiempo por lo vivo de su narración.[cita requerida]

## Biografía
Hermano mayor de Amédée Simon Dominique Thierry. Su familia no le da ventajas ni de fortuna ni de posición, pero en seguida manifiesta sus grandes dotes.[cita requerida] Se distingue en el collège de Blois, donde recibe varios premios, lo que le permite entrar en la Escuela Normal Superior en octubre de 1811. En dos años obtiene el bachillerato de Letras, el de Ciencias y la licenciatura de Letras. Deja la prestigiosa institución en 1813, enviado como profesor a Compiègne para enseñar humanidades, por poco tiempo, rápidamente a París.
Su temperamento ardiente y generoso[cita requerida] le conduce a abrazar los ideales de la Revolución francesa con entusiasmo. Se aproxima a la visión ideal de la sociedad de Saint-Simon, que le pide su asistencia como secretario entre 1814 y 1817, y como, en sus propias palabras, su «hijo adoptivo».[cita requerida] Al contrario que la mayor parte de los discípulos de Saint-Simon, que se ocupaban de asuntos de la vida actual, fueran problemas teóricos o prácticos, Thierry decidió poner su atención en la historia.
Su vocación de historiador se vio fuertemente influida por la lectura de Les Martyrs, de Chateaubriand (1809). Su ardor romántico se vio nutrido más tarde por las obras de Walter Scott, y, aunque no llegó a escribir ficción, su concepción de la historia integró ese aspecto literario y dramático.[cita requerida]
En 1817, Augustin Thierry entra en el periódico Le Censeur (redenominado Censeur Européen) y se embarca en el combate liberal con un artículo por semana hasta 1819. Sus escritos intentan encontrar en la historia argumentos necesarios para la política contemporánea. Su idea directriz sobre las invasiones bárbaras, la conquista normanda de Inglaterra, la formación de las comunas (ayuntamientos), el ascenso progresivo de las naciones hacia el gobierno liberal y las instituciones parlamentarias se observan ya en esos artículos.[cita requerida] Tras desaparecer el Censeur Européen en 1820, es en sus Lettres sur l'histoire de France, publicadas en el Courrier Français en 1820, donde expone los principios de la «reforma histórica» que aspira a inscribir en su siglo. Las violentas críticas[cita requerida] levantadas por sus escritos le hacen abandonar el Courrier Français en enero de 1821.
Gracias al filólogo e historiador Claude Fauriel, aprende a utilizar las fuentes originales y adquiere la concepción de una historia hecha para comprender, y no por sus aspectos subjetivos. Basándose en crónicas latinas y la colección de leyes anglosajonas hasta entonces mal comprendidas,[cita requerida] publica 1825 su Histoire de la conquête de l'Angleterre par les Normands, que es recibida con entusiasmo.
Escrita en un estilo a la vez preciso y novelesco, está dominada por la falsa idea según la cual la libertad anglo-sajona resistió a la invasión normanda y sobrevivió a pesar de la derrota a través de la monarquía parlamentaria. Su talento de escritor camufla las aproximaciones y fallos de su trabajo.[cita requerida] Los largos años de trabajo en esta obra le acarrearon a Augustin Thierry graves problemas de vista. En 1826 se ve obligado a contratar secretarios para solucionar y, varios años más tarde, está casi ciego. No obstante, continúa su obra.
En 1827 reedita Lettres sur l'histoire de France, con quince nuevas adiciones en las que describe los episodios más espectaculares de la aparición de las communes medievales. Las crónicas de los siglos xi al xiii y algunas cartas comunales son su base documental. Es por esta razón que este trabajo no es tan citado como su conquista normanda; lo espectacular le da pie para generalizar los hechos, casos memorables pero localizados. Esto favoreció la transmisión al público, e incluso a ciertos historiadores, de ideas falsas sobre uno de los más complejos problemas sobre los orígenes sociales de los franceses.[cita requerida]
En 1828, su estado de salud se deteriora, quedando paralizado y ciego. Este periodo le permite entablar una amistad epistolar con Chateaubriand.
Thierry fue un ardiente partidario de la Revolución de Julio que lleva a sus amigos al poder. François Guizot, nombrado ministro del Interior, le otorga una pensión y nombra a su hermano Amédée prefecto de Haute-Saône. Éste le invita a pasar algunas temporadas en su casa para descansar: llega a Vesoul el 22 de abril de 1831. Pasa cuatro años en la región, casándose con Julie de Querengal, que será su colaboradora más cercana.
En 1834, reedita sus primeros ensayos aparecidos en Censeur européen y Courrier français con el nombre de Dix ans d'études historiques.
Publica también Récits des temps mérovingiens (desde 1833), donde reproduce de una forma viva y dramática algunos de los récits más célebres de Grégoire de Tours. Aparecieron primero en la Revue des deux mondes, y luego agrupados como libro con una introducción (Considérations sur l'histoire de France), donde expone su filosofía política. Contienen ilustraciones del pintor Jean-Paul Laurens. Por esta obra recibirá en 1841 el Prix Gobert en vida, por la Académie française. Ya era miembro de la Académie des inscriptions et belles-lettres desde el 7 de mayo de 1830.
El duque de Orleans le ofrece la dirección de su biblioteca en 1835. Su protector Guizot le confía la dirección de grandes publicaciones de documentos históricos, como Essai sur le Tiers état de 1850. También se encarga de publicar los Documents inédits, una selección de actas que jalonan acontecimientos relativos al Tercer Estado. Junto a colaboradores como Charles Bourquelot, Charles Louandre y Ernest Renan, compila estos documentos en Recueil des monuments inédits de l'histoire du Tiers état (1850-1870), para la parte norte de Francia. El prefacio de esta obra se publicó separadamente con el título Histoire du Tiers état.
Se debe a Augustin Thierry el primer estudio crítico de las instituciones municipales francesas, y pocas cosas pueden explicar el olvido relativo del que fue objeto tras su muerte.[cita requerida] El fin de su vida fue ensombrecido por problemas personales y de salud. Pierde a su esposa el 9 de junio de 1844, una mujer inteligente que fue para él una colaboradora tan capaz como devota. La Revolución de 1848 le inflige un último golpe arruinando su interpretación de la historia nacional basada en la concordia, y cortando una buena parte de las rentas que le había proporcionado Guizot. No disimula su disgusto al constatar la caída de lo que él entendía debía ser el régimen de la burguesía liberal.[cita requerida]
Comienza a desdecirse de sus opiniones racionalistas y aproximarse a la Iglesia. Cuando los autores católicos le reprochan sus errores históricos, promete corregirlos, y no vuelve a incluir en la última edición de 'Histoire de la conquête sus severos juicios contra la política de Roma. Sin renunciar a sus amigos liberales, busca la compañía de sacerdotes ilustrados y, justo antes de su muerte, parecía dispuesto a reconciliarse con la Iglesia.
Augustin Thierry murió en París en 1856.

## Contribución historiográfica
Según el historiador José Luis Romero, Augustin Thierry fue la piedra angular de una historia de la historigrafía como «sociología histórica». En sus Consideraciones sobre la historia de Francia (1840), Thierry se dedicó a desentramar los sistemas de interpretación histórica que estaban detrás de las disputas sobre el origen del pueblo francés, que enfrentaban a la nobleza y a la burguesía.